# 新登別大橋
新登別大橋（しんのぼりべつおおはし）は、北海道登別市にある橋で、二級河川登別川にかかり、北海道道782号上登別室蘭線を通す。橋の長さ240m、アーチ支間160m、橋面から川までの高さ120m 。1986年10月竣工。

## 地理
上登別室蘭線は、室蘭高砂地区から登別富岸・幌別地区を通り、登別駅前を通過せず、上登別・カルルス温泉や登別温泉町方面に直通するための道路である。幌別から内陸に入る道路は、平坦な札内の台地を通って登別川中流の深い谷に直面する。新登別大橋は、この谷を越すためにある。

## 施工
1979年に着工し、約24億円をかけて1986年10月に完成した。工事に際しては複数のケーブルクレーンで橋材を下ろす斜吊工法がとられた。アーチの上に柱を立てて橋を支える逆ローゼ橋である。よって橋の上からはアーチが見えない。

## 周辺
北西から南東に流れる川に対して、橋は北東から南西方向にかかる。橋の西には登別渓谷駐車公園があり、展望台から橋を眺めることができる。橋と展望台からは、南東遠くに太平洋が見える。橋の北には、1992年から1999年まで中国庭園のテーマパーク「天華園」が営業していた。2019年現在は天華園は解体され、橋からは
SJソーラー北海道のメガソーラーを一望できる。